# Pierre Verlet
Pour les articles homonymes, voir Verlet.
Pierre Verlet, né le 29 mars 1908 à Paris et mort dans la même ville le 9 décembre 1987, est un conservateur de musée et historien de l'art français.

## Biographie
Élève de l'École des chartes, Pierre Verlet y obtient le diplôme d'archiviste paléographe en 1932 avec une thèse intitulée Histoire de l’ancienne Maison de Sully. Durant cette période, il suit également des cours à la Sorbonne et à l'École du Louvre.
Il fut conservateur en chef des Objets d'art du musée du Louvre de 1945 à 1965 et de 1968 à 1972, et un spécialiste renommé du mobilier et de l'art décoratif français du Moyen Âge à l'Ancien Régime (émaux, gemmes, bronzes et orfèvrerie, porcelaine de Sèvres, tapis de la Savonnerie, etc.), sollicité par les collections étrangères pour inventorier leurs fonds (Waddesdon Manor, Frick collection, Fondation Gulbenkian). Ses recherches et ses publications sur le mobilier royal du XVIIIe siècle font toujours autorité. Il est l'un des initiateurs du remeublement du Château de Versailles, auquel il consacre plusieurs articles dès les années 1930.
Il a été professeur à l'École du Louvre. ("Histoire des arts appliqués à l'industrie", 1944-1953 ; "Décoration des grandes demeures françaises", 1954-1965) et a formé de nombreux spécialistes de l'art décoratif français, dont Daniel Alcouffe, ancien directeur du département des Objets d'art du musée du Louvre, Jean-Pierre Baroli, découvreur de l'estampille BVRB (Bernard Van Riesen Burgh), Geoffrey de Bellaigue (en), ancien conservateur des collections royales britanniques, le Danois Svend Eriksen, Bertrand Jestaz, Colombe Samoyault-Verlet, sa fille, Daniel Meyer, conservateur à Versailles, et Daniel Pasgrimaud, designer.
Il est le mari de la spécialiste en orfèvrerie Nicole Verlet-Réaubourg et le père du physicien Loup Verlet, de Colombe Samoyault-Verlet, de la claveciniste Blandine Verlet et de l'universitaire Agnès Verlet.
L'Académie des inscriptions et belles-lettres décerne le prix d'Aumale en 1978 à son épouse pour son ouvrage Les Orfèvres du ressort de la Monnaie de Bourges.

## Publications
- Le Style Louis XV, Larousse, 1942.
- Le Mobilier royal français, 1945-1990 (quatre tomes).
  - Tome 1 : Meubles de la Couronne conservés en France, Éditions d'art et d'histoire, 1945 (2e éd., Picard, 1990)
  - Tome 2 : Meubles de la Couronne conservés en France, Éditions d'art et d'histoire, Plon, 1955 (2e éd., Picard, 1992)
  - Tome 3 : Meubles de la Couronne conservés en Angleterre et aux États-Unis, 1963 (2e éd., Picard, 1994)
  - Tome 4 : Meubles de la couronne conservés en Europe et aux États-Unis, Picard, 1990 (2e éd., Picard, 1999)
- Musée du Louvre. La Galerie d'Apollon et ses trésors. Guide sommaire, Éditions des Musées nationaux, s.d. (1945)
- Musée de Cluny. Guide sommaire, Éditions des Musées nationaux, 1949 (avec Francis Salet).
- Au Louvre la nuit, Arthaud, 1952 (en collaboration).
- Sèvres, Gérard Le Prat, 1954 (avec Serge Grandjean et Marcelle Brunet) (2 tomes)
  - Tome 1 : Le XVIIIe siècle. Les XIXe & XXe siècles (Pierre Verlet et Serge Grandjean)
  - Tome 2 : Les marques de Sèvres (Marcelle Brunet).
- Möbel von J. H. Riesener, F. Schneekluth, 1955.
- Les Meubles français du XVIIIe siècle, Presses universitaires de France, 1956 (2e éd. refondue en un tome, 1982)
  - Tome 1 : Menuiserie
  - Tome 2 : Ébénisterie
- The Frick collection. An illustrated catalogue of the works of arts in the collection of Henry Clay Frick. T.XI : Renaissance furniture, Oriental carpets, English silver, The Frick art reference library, 1956.
- Pierre Verlet, "Le commerce des objets d'arts et les marchands merciers à Paris au XVIIIe siècle", Annales. Économies, Sociétés, Civilisations, 1958, vol. 13, p. 10-29
- L'Art du meuble à Paris au XVIIIe siècle, Presses universitaires de France, 1958 (coll. « Que sais-je ? ») (2e éd. mise à jour, 1968).
- Le Siège Louis XV, Tiranty, 1958 (en collaboration avec Pierre Devinoy).
- Le Siège Louis XVI, Tiranty, 1958 (en collaboration avec Pierre Devinoy)
- La Dame à la licorne, Braun, 1960 (avec Francis Salet).
- Versailles, Paris, Fayard, 1960 (nouvelle édition remaniée sous le titre Le château de Versailles en 1985).
- Les Ébénistes du XVIIIe siècle français, Hachette, 1963 (avec Claude Fregnac et Jean Meuvret).
- Le Musée national Adrien-Dubouché à Limoges, Éditions des Musées nationaux, 1965 (en collaboration avec J. Giacometti).
- Le Musée de Cluny. Guide du visiteur, Éditions des Musées nationaux, 1965 (avec Francis Salet).
- La Maison du XVIIIe siècle en France. Société, décoration, mobilier, Baschet, 1966.
- Objets d’art français de la Collection Calouste Gulbenkian, Fondation Calouste Gulbenkian, 1969.
- La Mesure du temps, Draeger, 1970 (Commentaires techniques de Pierre Mesnage)
- Styles, meubles, décors, du Moyen Âge à nos jours, Larousse, 1972  (2 tomes, en collaboration).
  - Tome 1 : Du Moyen Âge à Louis XVI
  - Tome 1 : Du Louis XVI à nos jours
- La Tapisserie. Histoire et technique du XIVe au XXe siècle, Hachette, 1977 (en collaboration).
- Les Meubles français du XVIIIe siècle, Presses universitaires de France, 1983.
- Les Bronzes dorés français du XVIIIe siècle, Picard, 1987.